# نائومی نوویک
نائومی نوویک (انگلیسی: Naomi Novik؛ زادهٔ ۳۰ آوریل ۱۹۷۳) نویسنده، برنامه‌نویس اهل ایالات متحده آمریکا است.